# ۳۰ محرم
۳۰ محرم، سی‌امین روز از ماه محرم در تقویم هجری قمری است.
در تقویم هجری قمری قراردادی این روز سی‌امین روز سال است.

## درگذشتگان
189 - قتل جعفر بن یحیی برمکی به دستور هارون الرشید